# Volley Offanengo 2024-2025
Questa voce raccoglie le informazioni riguardanti il Volley Offanengo nelle competizioni ufficiali della stagione 2024-2025.

## Stagione
Nella stagione 2024-25 il Volley Offanengo assume la denominazione sponsorizzata di Trasporti Bressan Offanengo.
Partecipa per la terza stagione consecutiva al campionato di Serie A2 terminando il girone B della regular season al sesto posto in classifica. Disputa quindi la pool salvezza terminandola al secondo posto che le vale la permanenza nel campionato cadetto.
A seguito del terzo posto in classifica al termine del girone di andata, si qualifica per la Coppa Italia di Serie A2, giungendo fino alle semifinali dove viene superata dalla Trentino.

## Organigramma societario
Area direttiva
- Presidente: Cristian Bressan

Area tecnica
- Allenatore: Giorgio Bolzoni
- Allenatore in seconda: Fabio Collina
- Assistente allenatore: Mauro Marinoni
- Scout Man: Giudo Frostino

Area sanitaria
- Fisioterapista: Giacomo Ferrari, Gianluca Longhi

## Rosa
| N° | Nome                 | Ruolo | Data di nascita  | Nazionalità sportiva |
| -- | -------------------- | ----- | ---------------- | -------------------- |
| 1  | Ulrike Bridi         | P     | 24 luglio 1998   | Italia               |
| 4  | Martina Martinelli   | O     | 27 luglio 1994   | Italia               |
| 6  | Chiara Salvatori     | C     | 7 marzo 2003     | Italia               |
| 7  | Giorgia Compagnin    | P     | 6 settembre 2005 | Italia               |
| 8  | Federica Favaretto   | O     | 26 dicembre 2002 | Italia               |
| 9  | Benedetta Campagnolo | C     | 13 giugno 2003   | Italia               |
| 12 | Agata Tellone        | L     | 4 gennaio 2002   | Italia               |
| 14 | Isidora Rodić        | S     | 27 gennaio 2001  | Serbia               |
| 15 | Giorgia Tommasini    | L     | 10 luglio 2006   | Italia               |
| 17 | Anna Caneva          | C     | 18 marzo 1992    | Italia               |
| 18 | Rachele Nardelli     | S     | 7 gennaio 2001   | Italia               |
| 25 | Francesca Pinetti    | S     | 1º maggio 2000   | Italia               |
| 26 | Elisa Bole           | S     | 6 ottobre 2003   | Italia               |

## Mercato
| Acquisti | Acquisti             | Acquisti          | Acquisti   |
| R.       | Nome                 | da                | Modalità   |
| -------- | -------------------- | ----------------- | ---------- |
| S        | Elisa Bole           | Talmassons        | definitivo |
| C        | Benedetta Campagnolo | Volano            | definitivo |
| C        | Anna Caneva          | Lecco Picco       | definitivo |
| O        | Federica Favaretto   | Garlasco          | definitivo |
| S        | Rachele Nardelli     | Fratte            | definitivo |
| S        | Francesca Pinetti    | Millenium Brescia | definitivo |
| S        | Isidora Rodić        | Partizan          | definitivo |
| C        | Chiara Salvatori     | Adolfo Consolini  | definitivo |
| L        | Agata Tellone        | Mondovì           | definitivo |

| Cessioni | Cessioni           | Cessioni          | Cessioni   |
| R.       | Nome               | a                 | Modalità   |
| -------- | ------------------ | ----------------- | ---------- |
| S        | Tamara Ábila       | Fluminense        | definitivo |
| C        | Elisa D'Este       | Ostiano           | definitivo |
| C        | Nicole Modesti     | Esperia           | definitivo |
| S        | Francesca Parise   | New Ripalta       | definitivo |
| L        | Federica Pelloni   | UYBA              | definitivo |
| S        | Victoria Sassolini | Adolfo Consolini  | definitivo |
| C        | Sara Tajè          | Alba              | definitivo |
| S        | Francesca Trevisan | Millenium Brescia | definitivo |

## Risultati

### Serie A2

#### Girone di andata
| 1ª Giornata - 6 ottobre 2024 PalaCoim, Offanengo                 | Offanengo | 1 - 3 | Trentino       | 19-25, 24-26, 27-25, 13-25        |
| 2ª Giornata - 13 ottobre 2024 PalaCoim, Offanengo                | Offanengo | 3 - 0 | Melendugno     | 25-20, 25-20, 25-15               |
| 3ª Giornata - 20 ottobre 2024 Palazzetto dello Sport, Vasto      | Altino    | 1 - 3 | Offanengo      | 22-25, 19-25, 25-16, 20-25        |
| 4ª Giornata - 27 ottobre 2024 PalaRadi, Cremona                  | Esperia   | 2 - 3 | Offanengo      | 25-23, 21-25, 23-25, 25-20, 13-15 |
| 5ª Giornata - 3 novembre 2024 PalaCoim, Offanengo                | Offanengo | 3 - 0 | Concorezzo     | 25-15, 25-17, 25-21               |
| 6ª Giornata - 27 novembre 2024 Geopalace, Olbia                  | Hermaea   | 3 - 2 | Offanengo      | 25-22, 21-25, 25-22, 17-25, 15-13 |
| 7ª Giornata - 17 novembre 2024 PalaCoim, Offanengo               | Offanengo | 0 - 3 | Futura Giovani | 17-25, 15-25, 16-25               |
| 8ª Giornata - 24 novembre 2024 Palazzo dello Sport, Trebaseleghe | Fratte    | 2 - 3 | Offanengo      | 25-23, 25-18, 27-29, 23-25, 10-15 |
| 9ª Giornata - 1º dicembre 2024 PalaCoim, Offanengo               | Offanengo | 3 - 1 | Alba           | 23-25, 25-22, 25-20, 29-27        |

#### Girone di ritorno
| 10ª Giornata - 8 dicembre 2024 Sanbàpolis, Trento                      | Trentino       | 3 - 2 | Offanengo | 25-8, 25-27, 23-25, 25-22, 15-13 |
| 11ª Giornata - 15 dicembre 2024 Palasport Da Copertino, Lecce          | Melendugno     | 3 - 0 | Offanengo | 25-20, 25-16, 25-17              |
| 12ª Giornata - 22 dicembre 2024 PalaCoim, Offanengo                    | Offanengo      | 3 - 0 | Altino    | 25-16, 25-20, 25-21              |
| 13ª Giornata - 26 dicembre 2024 PalaCoim, Offanengo                    | Offanengo      | 2 - 3 | Esperia   | 22-25, 22-25, 25-5, 25-20, 11-15 |
| 14ª Giornata - 5 gennaio 2025 Palazzetto dello Sport, Concorezzo       | Concorezzo     | 2 - 3 | Offanengo | 25-20, 25-22, 21-25, 16-25, 9-15 |
| 15ª Giornata - 12 gennaio 2025 PalaCoim, Offanengo                     | Offanengo      | 3 - 1 | Hermaea   | 21-25, 25-20, 25-14, 26-24       |
| 16ª Giornata - 18 gennaio 2025 PalaBorsani, Castellanza                | Futura Giovani | 3 - 1 | Offanengo | 25-19, 17-25, 25-21, 25-17       |
| 17ª Giornata - 26 gennaio 2025 PalaCoim, Offanengo                     | Offanengo      | 3 - 1 | Fratte    | 25-23, 12-25, 28-26, 25-17       |
| 18ª Giornata - 1º febbraio 2025 Pala Francescucci, Casnate con Bernate | Alba           | 3 - 0 | Offanengo | 25-18, 25-21, 27-25              |

#### Pool salvezza
| 1ª Giornata - 16 febbraio 2025 PalaRuggi, Imola                  | CLAI Imola    | 3 - 2 | Offanengo     | 20-25, 25-15, 25-22, 21-25, 17-15 |
| 2ª Giornata - 19 febbraio 2025 PalaCoim, Offanengo               | Offanengo     | 2 - 3 | Lecco Picco   | 25-18, 25-23, 14-25, 24-26, 8-15  |
| 3ª Giornata - 23 febbraio 2025 PalaCoim, Offanengo               | Offanengo     | 3 - 0 | Mondovì       | 25-17, 25-23, 25-19               |
| 4ª Giornata - 1º marzo 2025 PalaRadi, Cremona                    | Casalmaggiore | 3 - 2 | Offanengo     | 19-25, 25-22, 25-22, 21-25, 15-5  |
| 5ª Giornata - 9 marzo 2025 PalaCoim, Offanengo                   | Offanengo     | 3 - 2 | Castelfranco  | 18-25, 19-25, 25-15, 25-22, 15-11 |
| 6ª Giornata - 16 marzo 2025 PalaCoim, Offanengo                  | Offanengo     | 0 - 3 | CLAI Imola    | 25-27, 22-25, 21-25               |
| 7ª Giornata - 23 marzo 2025 PalaBione, Lecco                     | Lecco Picco   | 3 - 0 | Offanengo     | 25-15, 25-21, 25-19               |
| 8ª Giornata - 30 marzo 2025 PalaManera, Mondovì                  | Mondovì       | 0 - 3 | Offanengo     | 20-25, 16-25, 22-25               |
| 9ª Giornata - 6 aprile 2025 PalaCoim, Offanengo                  | Offanengo     | 0 - 3 | Casalmaggiore | 21-25, 19-25, 21-25               |
| 10ª Giornata - 13 aprile 2025 PalaParenti, Santa Croce sull'Arno | Castelfranco  | 3 - 0 | Offanengo     | 25-14, 25-15, 26-24               |

### Coppa Italia di Serie A2
| 1a Giornata - 18 dicembre 2024 PalaRescifina, Messina | Sant'Anna | 2 - 3 | Offanengo | 17-25, 25-12, 22-25, 25-20, 13-15 |
| 1a Giornata - 8 gennaio 2025 Sanbàpolis, Trento       | Trentino  | 3 - 0 | Offanengo | 25-15, 25-16, 25-14               |

## Statistiche

### Statistiche di squadra
| Competizione             | Punti | In casa | In casa | In casa | In trasferta | In trasferta | In trasferta | Totale | Totale | Totale |
| Competizione             | Punti | G       | V       | P       | G            | V            | P            | G      | V      | P      |
| ------------------------ | ----- | ------- | ------- | ------- | ------------ | ------------ | ------------ | ------ | ------ | ------ |
| Serie A2                 | 41    | 14      | 8       | 6       | 14           | 5            | 9            | 28     | 13     | 15     |
| Coppa Italia di Serie A2 |       | 0       | 0       | 0       | 2            | 1            | 1            | 2      | 1      | 1      |
| Totale                   | -     | 14      | 8       | 6       | 16           | 6            | 10           | 30     | 14     | 16     |

G = partite giocate; V = partite vinte; P = partite perse 

### Statistiche dei giocatori
| Giocatore     | Serie A2 | Serie A2 | Serie A2 | Serie A2 | Serie A2 | Coppa Italia di Serie A2 | Coppa Italia di Serie A2 | Coppa Italia di Serie A2 | Coppa Italia di Serie A2 | Coppa Italia di Serie A2 | Totale | Totale | Totale | Totale | Totale |
| Giocatore     | P        | PT       | AV       | MV       | BV       | P                        | PT                       | AV                       | MV                       | BV                       | P      | PT     | AV     | MV     | BV     |
| ------------- | -------- | -------- | -------- | -------- | -------- | ------------------------ | ------------------------ | ------------------------ | ------------------------ | ------------------------ | ------ | ------ | ------ | ------ | ------ |
| E. Bole       | 21       | 135      | 110      | 12       | 13       | 2                        | 7                        | 6                        | 1                        | 0                        | 23     | 142    | 116    | 13     | 13     |
| U. Bridi      | 26       | 92       | 54       | 15       | 23       | 2                        | 8                        | 6                        | 1                        | 1                        | 28     | 100    | 60     | 16     | 24     |
| B. Campagnolo | 24       | 73       | 28       | 27       | 18       | 2                        | 9                        | 5                        | 3                        | 1                        | 26     | 82     | 33     | 30     | 19     |
| A. Caneva     | 28       | 255      | 174      | 72       | 9        | 2                        | 19                       | 17                       | 2                        | 0                        | 30     | 274    | 191    | 74     | 9      |
| G. Compagnin  | 19       | 17       | 9        | 5        | 3        | 0                        | 0                        | 0                        | 0                        | 0                        | 19     | 17     | 9      | 5      | 3      |
| F. Favaretto  | 18       | 31       | 27       | 4        | 0        | 1                        | 1                        | 1                        | 0                        | 0                        | 19     | 32     | 28     | 4      | 0      |
| M. Martinelli | 28       | 403      | 344      | 32       | 27       | 2                        | 28                       | 25                       | 2                        | 1                        | 30     | 431    | 369    | 34     | 28     |
| R. Nardelli   | 27       | 325      | 289      | 11       | 25       | 2                        | 19                       | 16                       | 2                        | 1                        | 29     | 344    | 305    | 13     | 26     |
| F. Pinetti    | 18       | 24       | 19       | 4        | 1        | 1                        | 0                        | 0                        | 0                        | 0                        | 19     | 24     | 19     | 4      | 1      |
| I. Rodić      | 28       | 236      | 197      | 22       | 17       | 2                        | 24                       | 19                       | 4                        | 1                        | 30     | 260    | 216    | 26     | 18     |
| C. Salvatori  | 27       | 149      | 88       | 52       | 9        | 1                        | 0                        | 0                        | 0                        | 0                        | 28     | 149    | 88     | 52     | 9      |
| A. Tellone    | 27       | 0        | 0        | 0        | 0        | 2                        | 0                        | 0                        | 0                        | 0                        | 29     | 0      | 0      | 0      | 0      |
| G. Tommasini  | 17       | 0        | 0        | 0        | 0        | 2                        | 0                        | 0                        | 0                        | 0                        | 19     | 0      | 0      | 0      | 0      |

P = presenze; PT = punti totali; AV = attacchi vincenti; MV = muri vincenti; BV = battute vincenti